# Anorexie
Ne doit pas être confondu avec Anorexie mentale.
 Mise en garde médicale
L’anorexie (du grec ancien : ἀνορεξία / anorexía, « manque d'appétit ») est un symptôme qui correspond à une perte de l'appétit. Lorsque la perte d'appétit est partielle, on parle d'hyporexie[réf. à confirmer]. Le terme est abusivement utilisé pour désigner l'anorexie mentale (Anorexia nervosa), qui est un trouble psychopathologique complexe et spécifique au cours duquel il n'y a pas de perte de l'appétit mais au contraire une lutte active contre la faim et l'absorption d'aliments. Le terme est également souvent employé lorsque l'individu conserve son appétit mais ne peut pas manger en raison de sensations de type nausée ou de dégoût de la nourriture ; le terme dysphagie semblerait alors approprié mais sa définition médicale est plus restrictive même si l'on parle parfois de dysphagie capricieuse en cas d'origine émotionnelle. L'anorexie est fréquemment accompagnée de telles sensations nauséeuses en raison des nombreuses causes communes à ces deux états. L'anorexie peut être provoquée par une pneumopathie, et elle peut correspondre à « un dysfonctionnement neuro-immunologique de la signalisation intestin-cerveau »
L'anorexie n'est pas spécifique à l'être humain, elle est bien connue des vétérinaires et a également été mise en évidence au cours de recherches sur des souris.

## En médecine
L'anorexie est l'un des trois grands symptômes des altérations de l'état général. C'est un symptôme dont les causes peuvent être extrêmement variées. 
L'anorexie peut être causée par différentes maladies organiques telles que des cancers, un grand nombre d'infections bactériennes ou virales, des troubles du métabolisme, etc.
Elle peut aussi avoir des causes psychologiques : dépression, anxiété, thématique de certaines psychoses et névroses, choc émotionnel. 
Il peut aussi s'agir d'un effet indésirable induit par un certain nombre de médicaments ou d'autres produits actifs : amphétamines et apparentés, antidépresseurs, antibiotiques, différents stimulants, ou, a contrario, par le sevrage de certains autres : cannabis, corticoïdes. Enfin, diverses causes difficiles à classifier peuvent aussi provoquer l'anorexie[réf. souhaitée] : entrainement physique, mal aigu des montagnes, période post-opératoire d'une amygdalectomie ou d'une adénoïdectomie, hypervitaminose D, hypervitaminose A, carence en vitamine B1, B6, B8, en zinc. Aucune de ces listes n'est limitative.

### Aspects auto-immuns
Comme d'autres troubles du comportement alimentaire (TCA) et l’obésité, l'anorexie dite « mentale » peut impliquer des immunocomplexes d’anticorps (Igs, qui sont des autoanticorps dirigés contre les hormones peptidiques régulant la prise alimentaire et les émotions (3) ; on les a retrouvé à la fois dans les sérums de patients souffrant d’anorexie et dans ceux de patients souffrant de boulimie, se liant dans ces deux cas à l’alpha-melanocyte-stimulating hormone (α-MSH) ou à la mélanotropine dans les neurones hypothalamiques. 
Les taux plasmatiques d'Igs sont corrélés aux résultats du score EDI-2 (« Eating Disorder Inventory ») [outil diagnostique des TCA] chez les patients anorexiques et boulimiques. 
Un mimétisme moléculaire semble en cause, impliquant probablement un ou quelques microbes du microbiote intestinal, microbes chez lesquels certaines séquences de protéines seraient homologues de celles des neuropeptides impliqués dans le comportement alimentaire. Cette hypothèse a été confirmée. Plusieurs bactéries pathogènes et commensales présentent effectivement des homologies de séquences protéiques (sur au moins 5 acides aminés consécutifs) avec les principaux peptides impliqués dans l’appétit, la satiété ou les émotions (exemple α-MSH, ghréline, leptine, orexine). 

### Conséquences
Quelle que soit l'origine, lorsqu'elle dure trop longtemps, l'anorexie est source de dénutrition, éventuellement compliquée de malnutrition, avec toutes les conséquences graves, à moyen ou long terme irréversibles ou fatales, que cela peut impliquer.

### En psychiatrie
L'anorexie mentale se différencie des autres formes par le caractère volontaire de la privation de nourriture afin d'éviter la prise de poids et dans le but de maigrir, impliquant une lutte contre la faim ou l'absorption des aliments, sans perte d'appétit initiale. C'est une maladie grave, mortelle (taux de mortalité standardisé de 5,35 %) ou source de séquelles irréversibles.
Il existe d'autres anorexies d'origine psychologique : dépressives, anxieuses, émotionnelles, et tout particulièrement les anorexies psychotiques et névrotiques qui peuvent elles aussi inclure des arguments cherchant à justifier la privation volontaire de nourriture mais sans dysmorphophobie ni désir de perte de poids[source insuffisante].

### En gériatrie
L'anorexie liée au vieillissement a été décrite en 1988. Elle touche 3 à 5 % des personnes âgées vivant à domicile.
Il s'agit d'un phénomène multifactoriel,, :
- diminution de l'activité physique et donc des besoins nutritionnels ;
- presbygueusie, diminution du nombre de papilles gustatives et donc de la sensation de goût, et ainsi diminution du plaisir de manger ;
- diminution de la vision et de l'odorat ;
- problèmes masticatoires, édentation ;
- troubles de la déglutition ;
- atrophie gastrique diminuant la capacité à digérer ;
- ralentissement du transit intestinal ;
- diminution des capteurs de sucre, liée à la diminution de l'activité de l'intestin et de l'irrigation du foie, et donc altération de la régulation de la glycémie qui joue un rôle dans la sensation de faim ;
- modification hormonale, en particulier diminution du taux de ghréline à jeun et augmentations du taux de cholécystokinine ;
- isolement social, pauvreté ;
- effets secondaire de certains médicaments ;
- éventuellement, c'est un effet de certaines maladies comme la dépression, la maladie d'Alzheimer ou un syndrome inflammatoire.

## Traitements
S'agissant d'un symptôme, le traitement consiste à diagnostiquer la cause et à la soigner. La difficulté en est très variable selon les causes, tant à l'étape du diagnostic qu'à l'étape des soins. La volonté du patient est un élément de guérison crucial.
Lorsque l'anorexie se prolonge, il peut devenir nécessaire de procéder à des soins palliatifs. Cela peut aller de la simple prescription de compléments alimentaires ou de produits faciles à ingérer (par exemple, sous forme d'aliments en liquides épaissis utilisés en gériatrie) jusqu'à l'alimentation par perfusion ou par sonde gastrique, en passant par la prescription de produits réputés orexigènes (houblon ou fenugrec, glucocorticoïdes ou progestérone).